# Tyler Butterfield
Tyler Barbour Butterfield (* 12. Februar 1983 in Pembroke Parish) ist ein bermudischer Radrennfahrer, Triathlet und zweifacher Olympionike (2004, 2012). Er wird geführt in der Bestenliste der Triathleten auf der Ironman-Distanz.

## Werdegang
2002 wurde Tyler Butterfield in Mexiko Dritter bei der Junioren-Weltmeisterschaft Triathlon.

### Olympische Sommerspiele 2004
Bevor er seine ersten Erfolge im Radsport für sich verbuchen konnte, war Tyler Butterfield eher als Triathlet bekannt, nahm der damals 21-Jährige doch als jüngster männlicher Teilnehmer am Triathlon-Wettbewerb der Olympischen Sommerspiele 2004 in Athen teil, wo er den 35. Rang belegte.
2005 startete er bei der Tour de la Guadeloupe und führte während einer Etappe deren Gesamtwertung an. Ein Jahr später gewann er eine Etappe der Tour de la Guadeloupe und trug wiederum für einen Tag das Trikot des Führenden in der Gesamtwertung.
In der Saison 2007 fuhr Butterfield für das US-amerikanische Professional Continental Team Slipstream-Chipotle und konnte bermudischer Meister im Straßenrennen werden. Im Jahr 2008 ging er für das französische Amateurteam «Vendée U» an den Start, welches 1991 von Jean-René Bernaudeau gegründet wurde.

### Olympische Sommerspiele 2012
2012 konnte er sich erneut im Triathlon für die Olympischen Spiele qualifizieren und belegte in London den 34. Rang.
Im August 2015 wurde er im österreichischen Bundesland Salzburg auf der Mitteldistanz Achter bei der Ironman 70.3 World Championship im Rahmen des Ironman 70.3 Zell am See-Kaprun. 2016 gewann er im August den Ironman 70.3 Timberman.
Im November 2019 gewann er mit dem Ironman Mexico sein erstes Ironman-Rennen (3,86 km Schwimmen, 180,2 km Radfahren und 42,195 km Laufen) und er stellte mit seiner Zeit von 7:44:01 h die fünftschnellste je auf der Ironman-Distanz erzielte Zeit ein. Im März 2021 wurde der 38-Jährige Siebter bei der Challenge Miami auf der Halbdistanz (1,6 km Schwimmen, 64 km Radfahren und 16,1 km Laufen).
Tyler ist verheiratet mit der ehemaligen Triathletin Nikki Butterfield (* 1982) und die beiden haben zwei gemeinsame Kinder.

## Sportliche Erfolge
| Datum/Jahr    | Rang | Wettbewerb                                          | Austragungsort   | Zeit     | Bemerkung                                              |
| ------------- | ---- | --------------------------------------------------- | ---------------- | -------- | ------------------------------------------------------ |
| 11. März 2022 | 5    | Clash Miami                                         | Miami            | 02:43:18 | 1,7 km Schwimmen, 64,7 km Radfahren und 16,9 km Laufen |
| 12. März 2021 | 7    | Challenge Miami                                     | Miami            | 02:42:54 |                                                        |
| 5. Apr. 2018  | 18   | Commonwealth Games 2018                             | Gold Coast       | 00:55:51 |                                                        |
| 20. März 2016 | 2    | Ironman 70.3 Monterrey                              | Monterrey        | 03:42:34 |                                                        |
| 27. Jan. 2017 | 4    | Ironman 70.3 Dubai                                  | Dubai            | 03:45:10 |                                                        |
| 21. Aug. 2016 | 1    | Ironman 70.3 Timberman                              | Gilford          | 03:48:04 |                                                        |
| 30. Aug. 2015 | 8    | Ironman 70.3 World Championship                     | Zell am See      | 03:58:44 |                                                        |
| 5. Apr. 2015  | 3    | Ironman 70.3 Brasil                                 | Brasilia         | 03:45:48 |                                                        |
| 14. Mai 2014  | 1    | BER Triathlon National Championships                | Clearwater Beach | 01:55:49 |                                                        |
| 28. Juli 2013 | 3    | Ironman 70.3 Calgary                                | Calgary          | 03:43:38 |                                                        |
| 7. Aug. 2012  | 34   | Olympische Sommerspiele 2012                        | London           | 01:50:32 |                                                        |
| 13. Jan. 2012 | 1    | Triathlon Pan American Championships                | La Paz           | 01:53:36 |                                                        |
| 23. Okt. 2011 | 6    | Pan American Games                                  | Puerto Vallarta  | 01:50:03 | in Guadalajara                                         |
| 8. Aug. 2010  | 2    | Ironman 70.3 Boulder                                | Boulder          | 03:49:18 |                                                        |
| 6. Juni 2010  | 5    | Ironman 70.3 Mooseman                               | Newfound         | 04:11:12 |                                                        |
| 2. Mai 2010   | 3    | Ironman 70.3 St. Croix                              | Saint Croix      | 04:10:38 | vor Timothy O’Donnell                                  |
| 2010          | 8    | ITU Triathlon Weltcup                               | Monterrey        | 01:45:39 |                                                        |
| 2009          | 1    | Hell of the West Triathlon                          | Goondiwindi      |          | 2 km Schwimmen, 80 km Radfahren und 20 km Laufen       |
| 2009          | 2    | 5430 Long Course Triathlon                          | Boulder          | 03:51:44 | Zweiter hinter dem US-Amerikaner Timothy O’Donnell     |
| 2009          | 3    | Ironman 70.3 Monaco                                 | Monaco           | 04:20:11 | 1,9 km Schwimmen, 90 km Radfahren und 21,1 km Laufen   |
| Feb. 2009     | 1    | Hell of the West                                    | Goondiwindi      | 03:47:06 | 2 km Schwimmen, 80 km Radfahren und 20 km Laufen       |
| 26. Aug. 2004 | 35   | Olympische Sommerspiele 2004                        | Athen            | 01:58:26 |                                                        |
| 6. Dez. 2003  | 8    | ITU Short Distance Triathlon World Championship U23 | Queenstown       | 02:00:48 | Triathlon-Weltmeisterschaft in der Klasse U23          |
| 9. Nov. 2002  | 3    | ITU Triathlon World Championship Junior Men         | Cancún           | 00:56:04 | Junioren-Weltmeisterschaft                             |
| 4. Aug. 2002  | 14   | Commonwealth Games 2002                             | Manchester       | 01:57:01 |                                                        |

| Datum/Jahr    | Rang | Wettbewerb                        | Austragungsort    | Zeit     | Bemerkung                                                      |
| ------------- | ---- | --------------------------------- | ----------------- | -------- | -------------------------------------------------------------- |
| 7. Mai 2022   | 25   | Ironman St. George                | St. George        | 09:22:30 | Ironman World Championships 2021                               |
| 24. Nov. 2019 | 1    | Ironman Mexico                    | Cozumel           | 07:44:01 | Streckenrekord und persönliche Ironman-Bestzeit                |
| 8. Juli 2018  | 5    | Ironman Germany                   | Frankfurt am Main | 08:38:58 | [ 6 ]                                                          |
| 22. Apr. 2017 | 3    | Ironman Texas                     | The Woodlands     | 07:58:29 |                                                                |
| 17. Juli 2016 | 6    | Challenge Roth                    | Roth              | 08:18:39 |                                                                |
| 29. Nov. 2015 | 10   | Ironman Mexico                    | Cozumel           | 09:05:35 |                                                                |
| 10. Okt. 2015 | 5    | Ironman Hawaii                    | Hawaii            | 08:23:09 |                                                                |
| 29. Juni 2014 | 3    | Ironman France                    | Nizza             | 08:40:56 |                                                                |
| 15. März 2014 | 1    | Abu Dhabi International Triathlon | Abu Dhabi         | 06:43:01 |                                                                |
| 1. Dez. 2013  | 2    | Ironman Mexico                    | Cozumel           | 08:02:42 |                                                                |
| 12. Okt. 2013 | 7    | Ironman Hawaii                    | Hawaii            | 08:24:09 |                                                                |
| 29. Nov. 2009 | 4    | Ironman Mexico                    | Cozumel           | 08:39:28 | bei der Erstaustragung des Ironman auf der mexikanischen Insel |

| Datum/Jahr | Rang | Wettbewerb                 | Austragungsort | Zeit | Bemerkung                             |
| ---------- | ---- | -------------------------- | -------------- | ---- | ------------------------------------- |
| 2007       | 1    | BER National Championships | Bermuda        |      | Bermudischer Meister im Straßenrennen |
| 2006       |      | Tour de la Guadeloupe      | Guadeloupe     |      | Sieger einer Etappe                   |

(DNF – Did Not Finish)

## Teams
- 2007 Slipstream-Chipotle